# حاجز تفريغ عازل

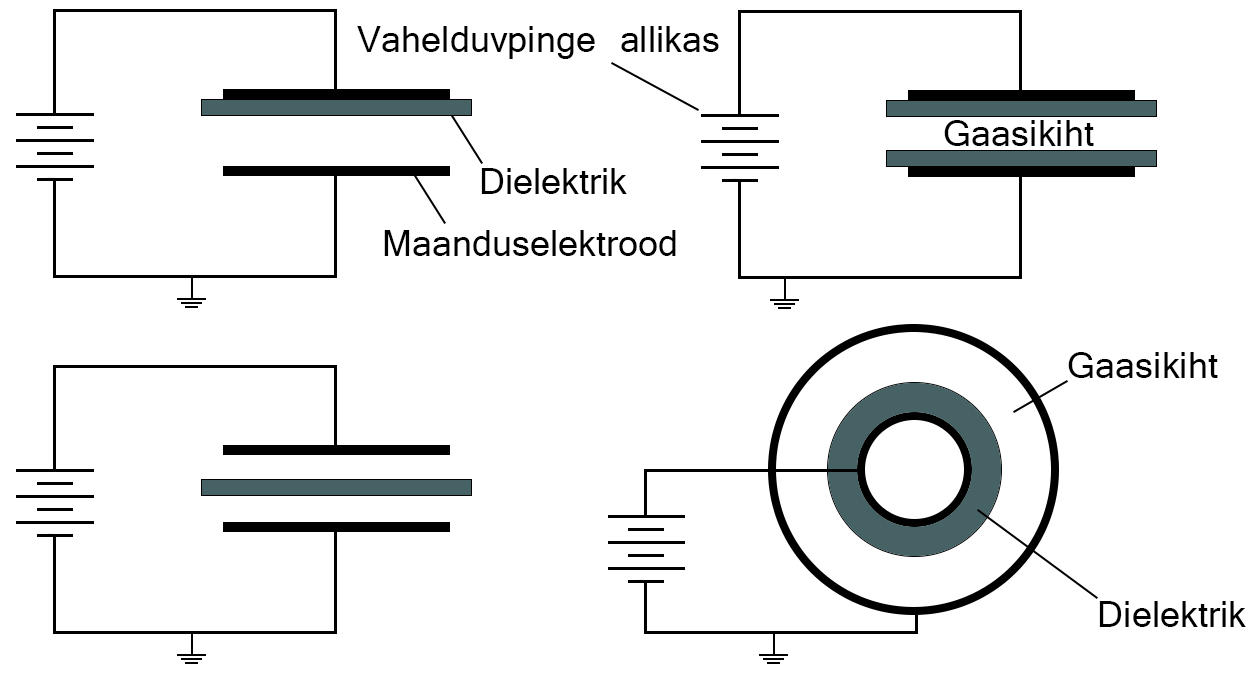

حاجز التفريغ العازل (بالإنجليزية: Dielectric-barrier discharge)‏ هو التفريغ الكهربائي بين قطبين يفصل بينهما حاجز عازل. يطلق عليه في الأصل التفريغ الصامت (غير المسموع) والمعروف أيضًا باسم تفريغ إنتاج الأوزون أو التفريغ الجزئي. أُعلن عنه لأول مرة بواسطة إيرنست فيرنر فون سيمنز في عام 1857. يُظهر الرسم التخطيطي يمينًا البنية النموذجية لحاجز التفريغ العازل، إذ يُغطى أحد القطبين بحاجز من مادة عازلة. تمثل الخطوط بين العازل الكهربائي والقطب المقابل له التفريغ الكهربائي وتكون مرئية للعين المجردة. تظهر الصورة بالأسفل التفريغ عبر حاجز عازل في الغلاف الجوي يحدث بين صفيحتين من الفولاذ تمثلان الأقطاب، وكل منهما مغطى بطبقة عازلة (الميكا أو اللكاث). الفتائل عبارة عن أعمدة من بلازما التوصيل، وتمثل نهاية كل فتيلة الشحنة المتراكمة على السطح.

## عملها
عادةً ما تستخدم العملية التيار المتردد عالي الجهد، والذي تتراوح تردداته من ترددات موجات الراديو إلى ترددات الموجات الميكروية. ومع ذلك، طورت طرق أخرى لتوسيع نطاق التردد ليشمل التيار المستمر. كانت إحدى الطرق هي استخدام طبقة مقاومة عالية لتغطية أحد الأقطاب الكهربائية، وتُعرف هذه الطريقة باسم حاجز التفريغ المقاوم. هناك تقنية أخرى تستخدم طبقة شبه موصلة من زرنيخيد الغاليوم لتحل محل الطبقة العازلة، وتمكن هذه الطبقة الأجهزة من العمل بجهد مستمر بين (580 - 740) فولت.

## البنية
يمكن تصنيع أجهزة التفريغ عبر حاجز عازل بالعديد من النماذج والأشكال؛ مسطحة باستخدام ألواح متوازية مفصولة بعازل، أو أسطوانية باستخدام ألواح متحدة المحور مع أنبوب عازل بينها. يُشكَّل العازل في النماذج المحورية بنفس شكلها مثل أنابيب إنارة الفلورسنت الشائعة، تُملأ إما بغاز نادر أو بمزيج نادر من غاز الهاليد، مع جدران زجاجية تعمل كحاجز عازل. تتطلب هذه العمليات مستويات عالية من الطاقة للحفاظ عليها بسبب الضغط الجوي. تشمل المواد العازلة الشائعة الزجاج، والكوارتز، والسيراميك، والبوليمرات. تتنوع أطوال الفجوة بين الأقطاب الكهربائية حسب الاستخدام، من أقل من 0.1 ملليمتر في شاشات البلازما، إلى عدة ملليمترات في مولدات الأوزون وتصل إلى عدة سنتيمترات في ليزر ثاني أكسيد الكربون.
يمكن صنع أجهزة التفريغ عبر حاجز عازل اعتمادًا على الهندسة الوصفية كوحدة حجم أو وحدة مساحة. بالنسبة للحجم؛ تُولّد البلازما بين لوحين متوازيين مع عازل فيما بينها. أما المساحة؛ تُولّد التفريغات الجزئية على سطح عازل، ما يُنتج بلازما أكثر تجانسًا مما يمكن تحقيقه باستخدام وحدة الحجم. تقتصر التصريفات الجزئية على السطح في وحدة المساحة، وبالتالي تكون كثافتها أعلى مقارنةً مع وحدة الحجم. وتُولّد البلازما على السطح في وحدة المساحة.
يمكن بناء مولد بلازما مفرّغ مدمج واقتصادي بناءً على مبادئ التفريغ الكهرضغطي المباشر. يُولّد الجهد العالي في هذه التقنية باستخدام محول انضغاطي، إذ تعمل الدائرة الثانوية كقطب كهربائي عالي الجهد، ونظرًا إلى أن مادة المحول عازلة؛ فإن التفريغ الكهربائي المُنتَج يشبه خصائص التفريغ عبر الحاجز العازل.

## التشغيل
يتشكل عدد كبير من الأقواس الشرارية العشوائية في الفجوة في التشغيل تزيد عن 1.5 ملم بين القطبين أثناء التفريغ الكهربائي في الغازات عند الضغط الجوي. بينما تتكدس الشحنات على السطح العازل؛ يتم تفريغها في أجزاء من المليون من الثانية (ميكروثانية)، ما يؤدي إلى تكدّسها مرة أخرى في مكان آخر على السطح. تتثبت البلازما الموجودة إذا كان مصدر الطاقة المستمر يوفر الدرجة المطلوبة من التأين، متغلبًا على عملية إعادة تركيب البلازما ومؤديًا إلى تلاشي تفريغها (تركيب البلازما: عملية تلتقط خلالها الأيونات الموجبة للبلازما إلكترونًا نشطًا حُرًا وتتحد مع الإلكترونات أو الأيونات السالبة لتكوين ذرات محايدة جديدة ]غاز[). تتناسب عملية إعادة التركيب هذه تناسبًا طرديًا مع التصادمات بين الجزيئات وبالتالي مع ضغط الغاز كما يوضح قانون باشن. تتسبب عملية التفريغ في انبعاث الفوتونات النشطة التي تتلاءم تردداتها وطاقتها مع نوع الغاز المستخدم لملء فجوة التفريغ.

## التطبيقات

### استخدام الإشعاع المتولد
يمكن استخدام أجهزة التفريغ بحاجز عازل لتوليد إشعاع بصري من خلال إرخاء الشحنات المثارة في البلازما. التطبيق الرئيسي هنا هو توليد الأشعة فوق البنفسجية. يمكن لمصابيح ليزر الأشعة فوق البنفسجية أن تنتج الضوء بأطوال موجية قصيرة والتي يمكن استخدامها لإنتاج الأوزون في القياسات الصناعية. لا يزال الأوزون يستخدم على نطاق واسع في المعالجة الصناعية للهواء والماء. استَخدمت محاولات في أوائل القرن التاسع عشر أجهزة التفريغ بحاجز عازل لإنتاج حامض النيتريك والأمونيا تجاريًا.

### استخدام البلازما المتولدة
اشتهرت وحدات التفريغ بحاجز عازل منذ القرن التاسع عشر بتحليلها لمركبات غازية مختلفة مثل، الأمونيا، وكبريت ثنائي الهيدروجين، وثاني أكسيد الكربون. وتشمل التطبيقات الحديثة الأخرى تصنيع أشباه الموصلات، وصناعة المطهرات، ومعالجة أسطح البوليمرات، وأشعة ليزر ثاني أكسيد الكربون عالية الطاقة التي تستخدم عادة للّحام والقطع المعدني، ومكافحة عوامل التلوث، وألواح شاشات البلازما، والتحكم في التدفق الديناميكي الهوائي. الحرارة المنخفضة نسبيًا لوحدات التفريغ بحاجز عازل تجعلها مناسبة لتوليد البلازما في الضغط الجوي.

### في الصناعة
تُستخدم البلازما نفسها لتعديل أو تنظيف (التنظيف بالبلازما) أسطح المواد (مثل البوليمرات، وأسطح أشباه الموصلات)، والتي يمكن أن تعمل أيضًا كحاجز عازل.
يُعتبر حاجز التفريغ العازل أحد طرق معالجة الأقمشة بالبلازما عند ضغط جوي ودرجة حرارة الغرفة. يمكن استخدام المعالجة لتعديل الخواص السطحية للقماش لتحسين قابلية البلل، وتحسين امتصاص الأصباغ والتصاقها بالقماش، وللتعقيم. توفر بلازما حاجز التفريغ العازل معالجة جافة موفرة للمياه، أو تتطلب تجفيف القماش بعد معالجته. يتطلب نظام حاجز التفريغ العازل بضعة كيلوفولتات من التيار المتردد لمعالجة القماش بين (1 - 100) كيلو هرتز. يُطبّق الجهد الكهربائي على الأقطاب المعزولة بوجود فجوة بحجم مليمترات قليلة والتي يمر خلالها القماش.
يُستخدم مصباح الليزر كمصدر قوي للضوء فوق البنفسجي ذي الطول الموجي القصير، وهو مفيد في العمليات الكيميائية مثل التنظيف السطحي لرقائق أشباه الموصلات. يعتمد المصباح على التفريغ بحاجز عازل في حيّز من الزينون وغازات أخرى لإنتاج الليزر.

### معالجة المياه
يُستخدم غاز الكلور لإزالة البكتيريا والملوثات العضوية في مياه الشرب. تُستخدم الأشعة فوق البنفسجية المُنتجة في معالجة حمامات السباحة العامة، وأحواض السمك، وبرك الأسماك.

### معالجة أسطح المواد
تُستخدم حواجز التفريغ العازل لتعديل خصائص سطح المادة. يمكن أن يستهدف التعديل تغييرًا في الاسترطاب (قابلية الاتحاد مع الماء)، وتنشيط السطح، وإدخال مجموعات وظيفية، وغيرها. من السهل معالجة الأسطح البوليمرية باستخدام حواجز التفريغ العازل التي توفر في بعض الحالات منطقة معالجة عالية.

### في الدواء
استُخدمت في منتصف التسعينيات حواجز التفريغ العازل لتوليد بلازما كبيرة الحجم نسبيًا في الضغط الجوي وتطبيقها على تعطيل البكتيريا. وأدى ذلك في النهاية إلى تطوير مجال جديد من التطبيقات: التطبيقات الطبية الحيوية للبلازما. ظهرت ثلاثة مناهج رئيسية في مجال تطبيقات الطب الحيوي: العلاج المباشر، وتعديل السطح، وترسيب بوليمر البلازما. يمكن لبوليميرات البلازما التحكم وتوجيه التفاعلات البيولوجية (أي الالتئام، والتكاثر، والتمايز) أو تثبيط تكاثر البكتيريا.

### علم الطيران
ينمو الاهتمام بمشغلات البلازما كأجهزة فعالة للتحكم في التدفق بشكل سريع بسبب افتقارها إلى الأجزاء الميكانيكية، ووزنها الخفيف، واستجابتها العالية.

## الخصائص
تتمتع حواجز التفريغ العازل بالخصائص التالية نظرًا لطبيعتها:
• الحمل الكهربائي السعوي: معامل قدرة منخفض في حدود (0.1 - 0.3).
• الجهد العالي للاشتعال في حدود (1-10) كيلو فولت.
• كمية هائلة من الطاقة تُخزن في المجال الكهربائي.
• للفولتية والتيارات تأثير كبير على سلوك التفريغ (الخيطي، والمتجانس).
• يُستخدم التشغيل بالموجات الجيبية المستمرة أو الموجات المربعة في الغالب في المنشآت الصناعية عالية القدرة.